# 旧制中等教育学校の一覧 (福岡県)
福岡県における旧制中等教育学校の一覧（きゅうせいちゅうとうきょういくがっこうのいちらん）とは、学制改革前（第二次世界大戦前）の福岡県内での旧学制の中等教育学校をまとめた一覧である。

## 旧制中学校

### 公立
- 思永斎（1758年：小倉藩藩校）⇒ 思永館 ⇒ 文武館 ⇒ 育徳館 ⇒ 育徳学校（変則中学校）⇒ 第三十五番中学育徳学校 ⇒ 福岡県立豊津中学校（1879年）⇒ 県立豊津尋常中学校 ⇒ 福岡県立豊津中学校 ⇒ 福岡県豊津中学校 ⇒《新制》福岡県立豊津高等学校 ⇒（1949年：統合、共学化）福岡県立豊津高等学校 ⇒ 福岡県立育徳館中学校・高等学校（2007年）
- 久留米藩学問所（1783年）⇒ 明善堂 ⇒ 明善小学 ⇒ 小学教師伝習学校 ⇒ 久留米師範学校 ⇒ 県立久留米中学校（1879年）⇒ 仮設久留米尋常中学校 ⇒ 私立久留米尋常中学校 ⇒ 県立久留米尋常中学明善校 ⇒ 福岡県立中学明善校 ⇒ 福岡県中学明善校 ⇒《新制》福岡県立明善高等学校 ⇒（1949年：県立久留米高等学校と統合）福岡県立明善高等学校
- 修猷館（1783年：福岡藩藩校）⇒ 藩学校 ⇒（廃止）　…　向陽義塾（私立）⇒ 藤雲館[1]（私立）⇒ 福岡県立修猷館[2] ⇒ 福岡県立尋常中学修猷館（1889年）⇒ 福岡県中学修猷館 ⇒ 福岡県立中学修猷館 ⇒ 福岡県中学修猷館 ⇒《新制》福岡県立高等学校修猷館 ⇒ 福岡県立修猷館高等学校（1949年）
- 伝習館（1824年：柳河藩藩校）⇒（廃止）　…　文武館 ⇒（廃止）　…　伝習小学校師範伝習学校 ⇒ 福岡県立柳河師範学校 ⇒ 福岡県立柳河中学校（1879年）⇒ 公立中学伝習館（山門郡町村連合設立）⇒ 尋常中学橘蔭学館（私立）⇒ 尋常中学伝習館（私立）⇒ 福岡県尋常中学伝習館 ⇒ 福岡県立中学伝習館 ⇒ 福岡県中学伝習館 ⇒《新制》福岡県高等学校伝習館 ⇒（1949年：統合）福岡県立伝習館高等学校
- 福岡県東筑尋常中学（1898年：嘉穂郡飯塚町に仮校舎）⇒ 福岡県東筑中学校 ⇒ 福岡県立東筑中学校 ⇒（1902年：遠賀郡洞南村大字折尾へ移転）⇒ 福岡県東筑中学校 ⇒《新制》福岡県立東筑高等学校 ⇒（1949年：福岡県立折尾高等学校と八幡市立八幡商業高等学校と統合）福岡県立東筑高等学校 ⇒（1956年：商業科、家庭科を県立折尾高等学校として分離）福岡県立東筑高等学校
- 嘉穂郡立嘉穂中学校（1902年）⇒（1908年：県立移管）福岡県立嘉穂中学校 ⇒《新制》福岡県立嘉穂高等学校 ⇒ 福岡県立嘉穂高等学校・附属中学校（2015年）
- 福岡県立小倉中学校（1908年）⇒ 福岡県小倉中学校 ⇒《新制》福岡県立小倉高等学校 ⇒ 福岡県立小倉北高等学校 ⇒（1950年：市立小倉商業高等学校と統合）福岡県立小倉高等学校 ⇒（1960年：商業科を福岡県立小倉商業高等学校として分離設置）福岡県立小倉高等学校
- 福岡県立朝倉中学校（1908年）⇒《新制・福岡県甘木中学校（夜間）と統合》福岡県立朝倉高等学校 ⇒（1949年：福岡県立朝倉女子高等学校と統合）福岡県立朝倉高等学校
- 福岡県立八女中学校（1908年）⇒《新制》福岡県立八女高等学校
- 福岡県立三池中学校（1917年）⇒《新制》福岡県立三池高等学校
- 福岡県立福岡中学校（1917年）⇒《新制》福岡県立福岡高等学校
- 田川郡立田川中学校（1917年）⇒（1921年：県立移管）福岡県立田川中学校 ⇒《新制》福岡県立田川高等学校
- 福岡県立鞍手中学校（1918年）⇒《新制》福岡県立鞍手高等学校
- 福岡県立八幡中学校（1918年）⇒《新制》福岡県立八幡高等学校
- 福岡県立築上中学校（1918年）⇒《新制》福岡県立築上中部高等学校 ⇒（2002年：統合）福岡県立青豊高等学校
- 若松市立若松中学校（1918年）⇒（1920年：県立移管）福岡県立若松中学校 ⇒《新制》福岡県立若松高等学校 ⇒（1949年：統合、共学化）福岡県立若松高等学校
- 福岡県立宗像中学校（1919年）⇒《新制》福岡県立宗像高等学校 ⇒ 福岡県立宗像中学校・高等学校（2015年）
- 福岡県立浮羽中学校（1920年）⇒《新制》福岡県立浮羽高等学校 ⇒（1949年：福岡県立浮羽女子高等学校と統合）⇒（1965年：浮羽東高等学校を分離設置）福岡県立浮羽高等学校 ⇒（2005年：浮羽東高等学校と再統合、再編）福岡県立浮羽究真館高等学校
- 福岡県立糸島中学校（1922年）⇒《新制》福岡県立糸島高等学校 ⇒（1949年：統合、共学化）福岡県立糸島高等学校
- 私立南筑中学校（1922年）⇒《新制》私立南筑高等学校 ⇒（1952年：久留米市へ移管）久留米市立南筑高等学校
- 福岡県立門司中学校（1923年）⇒《新制》福岡県立門司高等学校 ⇒（2007年：統合）福岡県立門司学園中学校・高等学校
- 福岡県立三潴中学校（1923年）⇒《新制》福岡県立三潴高等学校
- 福岡県立筑紫中学校（1927年）⇒《新制》福岡県立筑紫高等学校 ⇒（1949年：改称）福岡県立筑紫丘高等学校
- 福岡県立戸畑中学校（1936年）⇒《新制》福岡県立戸畑高等学校 ⇒（1949年：戸畑市立女子高等学校を統合）福岡県立戸畑高等学校
- 財団法人香椎中学校（1941年）⇒《新制》香椎高等学校 ⇒（1948年：統合、県立移管、共学化）福岡県立香椎高等学校
- 福岡県立山田中学校（1943年）⇒《新制》福岡県立山田高等学校 ⇒（2005年：統合）福岡県立嘉穂総合高等学校

### 私立
- 私立豊国中学校（1912年）⇒《新制》豊国学園高等学校 ⇒ 門司工業高等学校 ⇒（小倉中央高等学校を門司工業学校に合併）豊国学園高等学校
- 私立西南学院 ⇒ 中学西南学院（1916年）⇒《新制》西南学院高等学校
- 財団法人常磐中学校（1929年）⇒《新制》常磐高等学校
- 福岡カトリック神学校 ⇒ 泰星中学校（1936年）⇒《新制》泰星高等学校 ⇒ 上智福岡高等学校
- 福岡県柳河商業学校 ⇒ 福岡県柳河工業学校 ⇒（終戦により復帰）福岡県柳河商業学校 ⇒《新制》柳河商業高等学校 ⇒ 学校法人柳商学園柳川高等学校
- 大牟田職業学校 ⇒ 大牟田工芸学校 ⇒《新制》大牟田工業高等学校 ⇒ 大牟田高等学校

## 高等女学校

### 公立
- 久留米市立久留米高等女学校（1897年）⇒ 福岡県立久留米高等女学校 ⇒《新制》福岡県立久留米高等学校 ⇒（1949年：統合）福岡県立明善高等学校
- 福岡市立福岡高等女学校（1898年）⇒ 福岡県立福岡高等女学校 ⇒《新制》福岡県福岡女子高等学校 ⇒（1949年：共学化）福岡県立福岡中央高等学校
- 一町四ヶ村組合立小倉高等女学校（1898年）⇒ 小倉市立小倉高等女学校 ⇒ 福岡県立小倉高等女学校 ⇒《新制》福岡県立小倉女子高等学校 ⇒（1949年：共学化）福岡県立小倉西高等学校
- 山門郡立柳河高等女学校（1900年）⇒ 福岡県立柳河高等女学校 ⇒《新制》福岡県立柳河女子高等学校 ⇒（1949年：統合）福岡県立伝習館高等学校
- 浮羽郡立浮羽高等女学校（1907年）⇒ 福岡県立浮羽高等女学校 ⇒《新制》福岡県立浮羽女子高等学校 ⇒（1949年：統合）福岡県立浮羽高等学校 ⇒（1965年：分離）福岡県立浮羽東高等学校 ⇒（2005年：統合）福岡県立浮羽究真館高等学校
- 門司市立門司高等女学校（1907年）⇒ 福岡県立門司高等女学校 ⇒《新制》福岡県立門司女子高等学校 ⇒（1949年：共学化）福岡県立門司北高等学校 ⇒（2007年：統合）福岡県立門司学園中学校・高等学校
- 福岡県立直方高等女学校（1909年）⇒《新制》福岡県立直方女子高等学校 ⇒（1949年：共学化）福岡県立直方高等学校
- 三池郡立実科高等女学校（1913年）⇒ 三池郡立三池高等女学校（1916年）⇒ 福岡県立大牟田高等女学校 ⇒《新制》福岡県立大牟田女子高等学校 ⇒ 福岡県立大牟田北高等学校（1950年）
- 若松町立若松実科高等女学校 ⇒ 若松市立若松高等女学校（1917年）⇒ 福岡県立若松高等女学校 ⇒《新制》福岡県立若松女子高等学校 ⇒（1949年：統合）福岡県立若松高等学校
- 京都郡立京都高等女学校（1917年）⇒ 福岡県立京都高等女学校 ⇒ 福岡県京都高等女学校 ⇒《新制》福岡県立京都高等学校 ⇒（1949年：共学化）福岡県立京都高等学校
- 田川郡立田川高等女学校（1917年）⇒ 福岡県立田川高等女学校 ⇒《新制》福岡県立田川女子高等学校 ⇒（1949年：共学化）福岡県立西田川高等学校
- 私立折尾高等女学校（1918年）⇒　福岡県立折尾高等女学校 ⇒《新制》福岡県立折尾高等学校 ⇒（1949年：福岡県立東筑高等学校、八幡市立八幡商業高等学校と統合）福岡県立東筑高等学校 ⇒ 1956年：福岡県立東筑高等学校から家庭科、商業科を福岡県立折尾高等学校として分離設置（なお、旧制折尾高等女学校の継承校は東筑高校となっているため、同折尾高校の前身校はなし）
- 嘉穂郡立技芸女学校（1910年）⇒ 福岡県立嘉穂高等女学校（1919年）⇒《新制》福岡県立嘉穂女子高等学校 ⇒ 福岡県立嘉穂東高等学校（1949年）
- 二瀬町立二瀬青年学校（1935年）⇒ 二瀬町立二瀬高等実業青年学校 ⇒ 二瀬町立二瀬実科女学校 ⇒ 福岡県二瀬高等女学校（1943年）⇒《新制》二瀬町立二瀬高等学校 ⇒（1949年：全日制課程を廃止、定時制課程を福岡県立嘉穂女子高等学校に統合）
- 朝倉郡立朝倉女子実業学校（1910年）⇒ 郡立朝倉実科高等女学校 ⇒ 福岡県立朝倉高等女学校（1920年）⇒《新制》福岡県立朝倉女子高等学校 ⇒（1949年：統合）福岡県立朝倉高等学校
- 甘木町立実業補習学校（1923年）⇒ 甘木町立甘木実業専修学校 ⇒ 朝倉郡女子実業女学校 ⇒ 甘木実業高等女学校 ⇒ 福岡県立甘木高等女学校（1943年）⇒（1949年：廃校、希望生徒は朝倉女子高等学校に編入）
- 私立淑徳女学館（1905年）⇒ 三潴郡立技芸女学校 ⇒ 福岡県立三潴高等女学校（1921年）⇒《新制》福岡県立大川高等学校 ⇒（2003年：統合）福岡県立大川樟風高等学校
- 福島技芸女学校（1910年）⇒ 福岡県立八女高等女学校（1921年）⇒《新制・統合》福岡県立福島高等学校
- 糟屋郡立粕屋実業女学校（1921年）⇒ 福岡県立粕屋高等女学校（1922年）⇒ 福岡県立香椎高等女学校 ⇒《新制》福岡県立粕屋女子高等学校 ⇒（1949年：統合、共学化）福岡県立香椎高等学校
- 八幡町立実科高等女学校（1916年）⇒ 八幡市立実科高等女学校 ⇒ 福岡県立八幡高等女学校（1923年）⇒《新制》福岡県立八幡女子高等学校 ⇒（1949年：共学化）福岡県立八幡中央高等学校
- 八幡市立高等女学校（1943年）⇒《新制》八幡市立高等学校 ⇒（1949年：統合）福岡県立八幡女子高等学校 ⇒（1949年：共学化）福岡県立八幡中央高等学校
- 前原町外三ヶ村学校組合立前原女子実業補習学校（1902年）⇒ 糸島郡立女子技芸学校 ⇒ 福岡県立糸島実科高等女学校 ⇒ 福岡県立糸島高等女学校（1924年）⇒《新制》福岡県立糸島女子高等学校 ⇒（1949年：統合）福岡県立糸島高等学校
- 早良郡姪浜町外九ヶ村組合立福岡県早良高等女学校（1925年）⇒ 福岡県西福岡高等女学校 ⇒《新制》福岡県立西福岡高等学校 ⇒ 福岡県立福岡講倫館高等学校（2005年）
- 筑紫実業女学校（1917年）⇒ 筑紫郡立筑紫実業女学校 ⇒ 福岡県立筑紫実業女学校 ⇒ 福岡県立筑紫高等女学校（1928年）⇒《新制》福岡県立筑紫女子高等学校 ⇒（1949年：共学化）福岡県立筑紫中央高等学校
- 福岡県立戸畑実科女学校（1928年）⇒ 福岡県立戸畑高等女学校（1929年）⇒《新制》福岡県立戸畑女子高等学校 ⇒（1949年：共学化）福岡県立戸畑中央高等学校 ⇒（2003年：定時制単位制）福岡県立ひびき高等学校
- 私立久留米職業学校（1908年）⇒ 私立久留米家政女学校 ⇒ 福岡県久留米家政女学校 ⇒ 久留米市立高等家政女学校 ⇒ 久留米市立高等女学校（1946年）⇒《新制》久留米市立女子高等学校 ⇒（統合）久留米市立久留米女子高等学校 ⇒ （1948年、福岡県に移管、共学化）福岡県立久留米高等学校
- 久留米昭和高等女学校（1929年：私立）⇒《新制》久留米昭和女子高等学校 ⇒（統合）久留米市立久留米女子高等学校 ⇒ 福岡県立久留米高等学校（1948年）
- 福岡県宗像実業女学校（1926年）⇒ 福岡県宗像高等実業女学校 ⇒ 福岡県宗像高等女学校（1931年）⇒《新制》福岡県立宗像女子高等学校 ⇒（統合）福岡県立宗像高等学校 ⇒ 福岡県立宗像中学校・高等学校（2015年）
- 若宮村外六ケ村組合立福丸女子技芸学校（1908年）⇒ 福岡県立福丸実業女学校 ⇒ 福岡県立福丸高等女学校（1939年）⇒《新制》福岡県立福丸高等学校 ⇒ 福岡県立西鞍手高等学校（1965年）⇒（2003年：統合）福岡県立鞍手竜徳高等学校
- 瀬高実業補習学校（1908年）⇒ 瀬高技芸女学校 ⇒ 山門高等技芸女学校 ⇒ 山門実業女学校 ⇒ 福岡県立山門高等実業女学校 ⇒ 福岡県立山門高等女学校（1939年）⇒《新制》福岡県立山門高等学校
- 京都郡立豊津実業女学校（1912年）⇒ 福岡県立京都実業女学校 ⇒ 福岡県立豊津高等女学校（1939年）⇒《新制》福岡県立豊津女子高等学校 ⇒（1949年：統合、共学化）福岡県立豊津高等学校 ⇒ 福岡県立育徳館中学校・高等学校（2007年）
- 築上郡立椎田実業女学校（1912年）⇒ 福岡県立椎田女学校 ⇒ 福岡県椎田高等実業女学校 ⇒ 福岡県椎田高等女学校（1939年）⇒《新制》福岡県立椎田高等学校 ⇒ 福岡県立築上西高等学校（1949年）
- 南吉富村学校組合立南吉富実業女学校（1913年）⇒ 築上郡立南吉富実業女学校 ⇒ 福岡県立南吉富実業女学校 ⇒ 福岡県立南吉富実業高等女学校 ⇒ 福岡県立吉富高等女学校（1939年）⇒《新制》福岡県立吉富高等学校 ⇒ 福岡県立築上東高等学校（1949年）⇒（2002年：統合）福岡県立青豊高等学校
- 三井郡立石村外四か村組合立松崎実業女学校（1914年）⇒ 三井郡立三井女学校 ⇒ 福岡県立三井実業女学校 ⇒ 福岡県三井高等実業女学校 ⇒ 福岡県三井高等女学校（1939年）⇒《新制》福岡県立三井高等学校
- 黒木町外六カ村立女学校（1925年）⇒ 福岡県黒木高等実業女学校 ⇒ 福岡県黒木高等女学校（1939年）⇒《新制》福岡県立黒木高等学校 ⇒ 福岡県立輝翔館中等教育学校（2004年）
- 福岡県田川実業女学校（1926年）⇒ 福岡県田川高等実業女学校 ⇒ 福岡県田川東高等女学校（1939年）⇒《新制》福岡県立田川東高等学校 ⇒ 福岡県立東鷹高等学校（1994年）
- 福岡市立第一女学校（1925年）⇒ 福岡市第一高等女学校（1942年）⇒《新制》福岡市立第一女子高等学校 ⇒ 福岡市立福岡女子高等学校（1951年）
- 戸畑町立戸畑女子実業補習学校（1921年）⇒ 戸畑町立戸畑実践女学校 ⇒ 戸畑市立家政青年学校 ⇒ 福岡県立戸畑高等実業女学校 ⇒ 戸畑市立高等女学校（1943年）⇒《新制》戸畑市立女子高等学校 ⇒（1949年：統合）福岡県立戸畑高等学校
- 稲築村立実業補習学校（1923年）⇒ 稲築町立稲築高等実業女学校 ⇒《新制》福岡県嘉穂郡稲築町立稲築高等学校 ⇒（1949年：福岡県に移管）福岡県立稲築高等学校 ⇒ 福岡県立稲築志耕館高等学校（1997年）

### 私立
- 私立筑紫高等女学校（1907年）⇒ 筑紫高等女学校 ⇒《新制》筑紫女子高等学校 ⇒  筑紫女学園中学校・高等学校
- 私立九州高等女学校（1907年）⇒《新制》九州女子高等学校 ⇒ 福岡大学附属若葉高等学校
- 私立高等女学校西南女学院（1922年）⇒《新制》西南女学院中学校・高等学校
- 鎮西高等女学校（1925年）⇒《新制》鎮西女子学園中学校・高等学校 ⇒ 鎮西敬愛中学校・高等学校 ⇒ 敬愛中学校・高等学校
- 私立勝山女学館 ⇒ 私立勝山高等女学館 ⇒ 私立勝山高等女学校（1927年）⇒ 勝山高等女学校 ⇒《新制・統合》美萩野女子高等学校
- 大牟田家政学館 ⇒ 大牟田家政女学校 ⇒ 大牟田高等家政女学校 ⇒ 福岡県不知火高等女学校（1935年）⇒《新制》不知火女子高等学校 ⇒（共学化）誠修高等学校
- 久留米淑徳女学校 ⇒ 久留米高等淑徳女学校 ⇒ 久留米淑徳高等女学校（1946年）⇒《新制》筑邦女子高等学校 ⇒（筑邦高等学校と統合、共学化）久留米学園高等学校
- 福岡女子商業 ⇒ 福岡雙葉高等女学校（1946年）⇒《新制》福岡雙葉中学校・高等学校
- 立命高等女学校（1935年：閉校）
- 英和女学校 ⇒ 福岡女学校 ⇒《新制》福岡女学院中学校・高等学校
- 川島裁縫女学校 ⇒ 川島学園 ⇒《新制》室見丘女子高等学校 ⇒ 川島学園高等学校 ⇒（共学化） 福岡舞鶴誠和中学校・福岡舞鶴高等学校
- 九州家政女学校 ⇒ 筑陽女学校 ⇒ 筑陽女子商業学校 ⇒《新制》筑陽女子高等学校 ⇒（太宰府高等学校と統合、共学化）筑陽学園中学校・高等学校
- 折尾高等簿記学校 ⇒ 折尾商業女学校 ⇒《新制》折尾女子商業高等学校 ⇒ 折尾女子学園高等学校 ⇒ 折尾愛真中学校・高等学校
- 筑紫洋裁女学院 ⇒《新制》東筑紫女子中学校・東筑紫高等学校 ⇒ 東筑紫短期大学附属中学校・高等学校 ⇒ 東筑紫学園高等学校・照曜館中学校
- 裁縫教習所 ⇒ 若松商業女学校 ⇒《新制》青葉ヶ丘女子高等学校 ⇒ 高稜高等学校
- 和洋文化女学校 ⇒《新制》福岡文化学園博多高等学校 ⇒ 博多女子高等学校 ⇒ 博多女子商業高等学校 ⇒ 博多女子中学校・高等学校
- 福岡高等裁縫研究所 ⇒ 吉田裁縫女学校 ⇒ 精華高等裁縫女学校 ⇒ 精華女学校 ⇒《新制》精華女子高等学校
- 私立八女技芸女学校 ⇒ 八女津実修女学校 ⇒ 八女津高等実修女学校 ⇒《新制》八女津女子中学校・高等学校 ⇒ 八女学院中学校・高等学校
- 杉森女紅会 ⇒ 杉森女芸学校 ⇒ 杉森女学校 ⇒ 柳河高等技芸女学校 ⇒《新制》杉森女子高等学校 ⇒ 杉森高等学校
- 大和裁縫女学校 ⇒ 大和女学校 ⇒ 大和高等専攻学校 ⇒《新制》大和高等学校 ⇒ 直方女子高等学校 ⇒ 大和青藍高等学校

## その他
- 久留米予備学校
- 私立福岡夜間中学 ⇒ 福岡県福岡夜間中学 ⇒ 福岡県博多中学 ⇒ 福岡県博多中学校 ⇒ 福岡県立福岡高等学校定時制
- 立命中等学館 ⇒ 福岡県八幡夜間中学 ⇒ 福岡県北筑中学 ⇒ 福岡県北筑中学校 ⇒ 福岡県立八幡高等学校定時制
- 私立夜間中学皇道館 ⇒ 福岡県大牟田夜間中学 ⇒ 福岡県大牟田中学 ⇒ 福岡県大牟田中学校 ⇒ 福岡県立三池高等学校 ⇒ 福岡県立大牟田南高等学校定時制
- 福岡県久留米夜間中学 ⇒ 福岡県久留米中学 ⇒ 福岡県久留米中学校 ⇒ 福岡県立明善高等学校定時制
- 福岡県飯塚夜間中学 ⇒ 福間県飯塚中学 ⇒ 福岡県飯塚中学校 ⇒ 福岡県立嘉穂高等学校定時制
- 小倉夜間中学 ⇒ 小倉北豊中学校 ⇒ 福岡県玄洋中学 ⇒ 福岡県玄洋中学校 ⇒ 福岡県立高等学校修猷館 ⇒ 福岡県立修猷館高等学校定時制
- 福岡県関門中学 ⇒ 福岡県関門中学校 ⇒ 福岡県立門司高等学校定時制
- 福岡県企救中学校 ⇒ 福岡県立小倉高等学校定時制
- 福岡県天瀬中学校 ⇒ 福岡県立戸畑高等学校定時制
- 福岡県洞海中学校 ⇒ 福岡県立若松高等学校定時制
- 福岡県三宅中学校 ⇒ 福岡県立筑紫高等学校 ⇒ 福岡県立筑紫丘高等学校
- 福岡県直方中学校 ⇒ 福岡県立鞍手高等学校定時制
- 福岡県英彦中学校 ⇒ 福岡県立田川高等学校定時制
- 福岡県甘木中学校 ⇒ 福岡県立朝倉高等学校定時制